# ラポート郡 (インディアナ州)
座標: 北緯41度36分 西経86度43分 / 北緯41.600度 西経86.717度
ラポート郡（英: LaPorte County）は、アメリカ合衆国インディアナ州の北端、ミシガン州に接することから「ミシアナ」と呼ばれる地域に位置する郡である。人口は11万2417人（2020年）。郡庁所在地はラポートであり、同郡で人口最大の都市はミシガンシティである。
ラポート郡はミシガンシティ・ラポート都市圏（MSA）に含まれ、またシカゴ広域都市圏（CSA）にも属している。

## 歴史
ラポート郡は1832年に設立された。「ラポート」とはフランス語で「ドア」を意味している。フランス人の旅人あるいは探検家が、昔は深い森に覆われていたこの地域に自然の開口部を見つけたので、さらなる西部への入り口という意味で名付けた。
白人が入植する以前、現在のラポート郡を構成する土地の全ては、南に隣接するスターク郡と共にポタワトミ族インディアンが主に住んでいた。1838年、これらインディアンはアメリカ合衆国政府によってカンザス州に強制移住させられ、死の道と呼ばれた道中で多くの者が死んだ。
ラポート郡の設立が最初に提案され組織化されたとき、その境界は今日あるような南や東まで伸びてはいなかった。カンカキー川より北の土地は当初スターク郡に属していた。しかしこの地域の住人は郡の中央部、後に郡庁所在地となるノックスまで行くには、カンカキー川をレモンの橋で渡るためにかなりの距離をまず東に進むことが必要だった。川より北の住民はスターク郡から幾分孤立した状態だったので、ラポート郡の方に併合される請願をおこない、1842年1月28日に認められた。その後はカンカキー川が郡の南郡境になった。1850年1月10日、東のセントジョセフ郡に属していた20ほどの区画が委譲され、現在ある領域になった。
ラポート郡とラポート市の名前を"La Porte" とするか "LaPorte" とするかで議論が続いている。ただし州法では "LaPorte" となっている。

## 地理
アメリカ合衆国国勢調査局に拠れば、郡域全面積は613.26平方マイル (1,588.3 km2)であり、このうち陸地598.30平方マイル (1,549.6 km2)、水域は14.96平方マイル (38.7 km2)で水域率は2.44%である。

### 主要高規格道路
| - インディアナ有料道路 - 州間高速道路80号線 - 州間高速道路90号線 - 州間高速道路94号線 - アメリカ国道6号線 - アメリカ国道12号線 - アメリカ国道20号線 - アメリカ国道30号線 | - アメリカ国道35号線 - アメリカ国道42号線 - インディアナ州道2号線 - インディアナ州道4号線 - インディアナ州道39号線 - インディアナ州道104号線 - インディアナ州道212号線 |

#### 鉄道
- アムトラック
- カナディアン・ナショナル鉄道
- チェサピーク・アンド・インディアナ鉄道
- シカゴ・フォートウェイン・アンド・イースタン鉄道
- シカゴ・サウス所ア・アンド・サウスベンド鉄道
- CSXトランスポーテーション
- ノーフォーク・サザン鉄道

### 隣接する郡
- バーリン郡 (ミシガン州) - 北
- セントジョセフ郡 - 東
- スターク郡 - 南
- ジャスパー郡 - 南西
- ポーター郡 - 西

### 国立保護地域
- インディアナ砂丘国立湖岸（部分）

## 気候と気象
近年、郡庁所在地であるラポート市の平均気温は1月の12°F (-11 ℃) から7月の84°F (29 ℃) まで変化している。過去最低気温は1977年1月に記録された-28°F (-33 ℃) であり、過去最高気温は1988年6月に記録された104°F (40 ℃) である。月間降水量は2月の1.68インチ (43 mm) から6月の479インチ (122 mm) まで変化している。

## 郡政府
郡政府は憲法による政体であり、インディアナ州憲法とインディアナ州法典によって特別の権力を認められている。

### 郡政委員会
郡政委員会は郡政府の立法府であり、郡の歳出や歳入を管理している。委員は郡内の選挙区から選出され、任期は4年間である。給与、年間予算、特別支出を設定する責任がある。郡レベルで所得税や資産税、消費税、サービス税を課する限定付き権限があるが、所得税と資産税は州の承認を要する。

### 行政委員会
行政委員会は郡政府の行政府である。委員は郡全体を選挙区に選出され、任期は4年間で2年毎に半数が改選される。委員の一人、通常は最も経験のある者が議長になる。行政委員会は郡政委員会が決めた法を実行し、税金を集め、郡政府の日々の機能を管理する責任がある。

### 郡裁判所
郡には選挙で選ばれる第一審裁判所判事5人がいる。ラポート巡回裁判所と上級裁判所第1から第3の判事である。判事は6年間任期で党派選挙により選出される。上級裁判所の第3、第4の判事は小さい訴訟事件を扱う。どの裁判所の判決でも、州レベルの控訴裁判所に控訴できる。巡回裁判所と上級裁判所第3はラポート市にある。上級裁判所第1、第2、第4はミシガンシティにある。

### 郡政府役人
上記以外に、保安官、検視官、監査官、財務官、登記官、測量士および巡回裁判所事務官が選挙で選ばれている。任期は4年間であり、郡政府の異なる部門を監督している。郡政府に選ばれる役人は支持政党を公にすることが求められ、また郡の住人でなければならない。
ラポート郡はアメリカ合衆国下院議員インディアナ州第2選挙区に属し、2012年時点では民主党議員を選出している。インディアナ州議会上院では第5および第8選挙区に属しており、下院では第9、第17および第20選挙区に属している。

## 人口動態
以下は2000年国勢調査による人口統計データである。
| 基礎データ - 人口: 110,106人 - 世帯数: 41,050 世帯 - 家族数: 28,611 家族 - 人口密度: 71人/km2（184人/mi2） - 住居数: 45,621軒 - 住居密度: 29軒/km2（76軒/mi2） 人種別人口構成 - 白人: 86.26% - アフリカン・アメリカン: 10.13% - ネイティブ・アメリカン: 0.31% - アジア人: 0.45% - 太平洋諸島系: 0.02% - その他の人種: 1.31% - 混血: 1.52% - ヒスパニック・ラテン系: 3.09% 先祖による構成 - ドイツ系：25.9% - ポーランド系：12.2% - アメリカ人：10.2% - アイルランド系：9.0% - イギリス系：5.5% | 年齢別人口構成 - 18歳未満: 24.5% - 18-24歳: 8.6% - 25-44歳: 29.7% - 45-64歳: 23.6% - 65歳以上: 13.5% - 年齢の中央値: 37歳 - 性比（女性100人あたり男性の人口） - 総人口: 105.5 - 18歳以上: 105.3 世帯と家族（対世帯数） - 18歳未満の子供がいる: 31.8% - 結婚・同居している夫婦: 53.8% - 未婚・離婚・死別女性が世帯主: 11.7% - 非家族世帯: 30.3% - 単身世帯: 25.2% - 65歳以上の老人1人暮らし: 10.5% - 平均構成人数 - 世帯: 2.52人 - 家族: 3.02人 収入と家計 - 収入の中央値 - 世帯: 41,430米ドル - 家族: 49,8726米ドル - 性別 - 男性: 36,686米ドル - 女性: 23,955米ドル - 人口1人あたり収入: 18,913米ドル - 貧困線以下 - 対人口: 8.7% - 対家族数: 6.3% - 18歳未満: 11.5% - 65歳以上: 9.0% |

## 郡区
ラポート郡は下記21の郡区に分割されている。
| - カス - センター - クリントン - クールスプリング - デューイ - ガリーナ - ハンナ | - ハドソン - ジョンソン - カンカキー - リンカーン - ミシガン - ニューダーラム - ノーブル | - プレザント - プレーリー - シピオ - スプリングフィールド - ユニオン - ワシントン - ウィルス |

## 都市と町

### 都市
- ラポート - 郡庁所在地
- ミシガンシティ

### 町
| - キングスベリー - キングスフォードハイツ - ラクロス | - ロングビーチ - ミシアナショアーズ - ポタワトミパーク | - トレイルクリーク - ワナタ - ウェストビル |

### 未編入の町
| - アライダ - バーチム - バイロン - ドアビレッジ - デューンランドビーチ - フィッシュレイク - ハンナ - ヘストン - ホームズビル - ハドソンレイク | - ライクパーク - ミルクリーク - オーティス - ピンフック - ピノラ - プレーンフィールド - リバーサイド - ローリングプレーリー - セイラムハイツ - スミス | - サウスセンター - サウスワナタ - スプリングフィールド - スプリングビル - スティルウェル - トマストン - トレイシー - ユニオンミルズ - ウォーターフォード - ウェルズボロ - ワイルダーズ |

## 教育
ラポート郡の公立学校は下記の教育学区が管轄している。
- ラポート・コミュニティ学校法人[18]
- メトロポリタン教育学区ニューダーラム郡区[19]
- ミシガンシティ地域教育学区[20]
- ニュープレーリー統合学校法人[21]
- サウスセントラル・コミュニティ学校法人[22]
- トリ・タウンシップ統合学校法人